# М(ј)ешовити брак
М(ј)ешовити брак је српска телевизијска серија снимана од 2003. до 2007. и приказивана на телевизији Пинк. Радња прати породицу Чађеновић, која се враћа из Швајцарске у Београд. Војин Чађеновић води порекло из села Брскут (Црна Гора).

## Радња
Ова ТВ серија настала је по истоименој представи. Говори о породици Чађеновић, коју сачињавају отац Војин пореклом Црногорац, мајка Снежана, ћерка Јелена и син Александар. Они су током 1990-их година живели у Луцерну у Швајцарској, и након што су чули за политичке промене у Србији и Црној Гори, долазе да живе у Београд. Треба да се навикну на стару али сасвим нову државу и људе у њој, започети послове и пронаћи интимни мир.

## Улоге
| Глумац                  | Улога                                   |
| ----------------------- | --------------------------------------- |
| Милутин Караџић         | Војин Чађеновић                         |
| Дара Џокић              | Снежана, Сњежана Чађеновић              |
| Слобода Мићаловић       | Јелена Чађеновић                        |
| Ненад Стојменовић       | Александар Алек Чађеновић               |
| Ана Франић              | Даца                                    |
| Драган Бјелогрлић       | Бацковић                                |
| Милена Дравић           | Роза                                    |
| Андрија Милошевић       | Бањо                                    |
| Младен Нелевић          | Војинов брат Милун                      |
| Дубравка Вукотић Дракић | Милунова жена Бојана                    |
| Боро Стјепановић        | Председник кућног савета Сава           |
| Јана Милић              | Дивна                                   |
| Весна Чипчић            | Вања                                    |
| Бојана Ординачев        | Љиљана                                  |
| Мирјана Ђурђевић        | Дуда                                    |
| Марија Вицковић         | Теодора                                 |
| Зорана Бечић            | Наташа                                  |
| Милорад Дамјановић      | Келе                                    |
| Виктор Савић            | Бобан Чанчар                            |
| Тамара Гарбајс          | Дијана                                  |
| Ива Висковић            | Ивана                                   |
| Војислав Брајовић       | Митар                                   |
| Вук Костић              | Бориша                                  |
| Драган Николић          | Рале                                    |
| Светлана Бојковић       | Анђелија Станивук                       |
| Весна Ђуричић           | Меланија                                |
| Борис Исаковић          | Драгољуб                                |
| Милан Калинић           | Жиле                                    |
| Нада Мацанковић         |                                         |
| Наташа Нинковић         | Лола, адвокатица                        |
| Игор Ђорђевић           | Дејан Галовић                           |
| Саша Јоксимовић         | Башић                                   |
| Анита Манчић            | Драгица                                 |
| Ненад Маричић           | Ђоле                                    |
| Борка Томовић           | Надица                                  |
| Бранислав Томашевић     | Дејан                                   |
| Горица Поповић          | Душица                                  |
| Бојана Стефановић       | Божана                                  |
| Софија Јуричан          | Светлана                                |
| Марија Јакшић           | Оља                                     |
| Никола Ракочевић        | Раденко                                 |
| Вукота Брајовић         | Тимотије                                |
| Милош Самолов           | Инспектор Шаркић                        |
| Драган Петровић         | Доктор Мартиновић                       |
| Мира Бањац              | Анана                                   |
| Дејан Луткић            | Ђанфранко                               |
| Радивоје Буквић         | Бора                                    |
| Иван Јевтовић           | Балбоа                                  |
| Иван Босиљчић           | Инспектор Бане                          |
| Ивана Вукчевић          | Полицајка Биса                          |
| Милан Марић Шваба       | Џијо                                    |
| Катарина Жутић          | Милица                                  |
| Жана Гардашевић         | Соња                                    |
| Игор Лазић Нигор        | Чарли                                   |
| Ивана Мрваљевић         | Сандра                                  |
| Драгиша Милојковић      | Аца                                     |
| Александар Груден       | Председавајући                          |
| Мирослав Жужић          | Отовић                                  |
| Марко Живић             | Даре                                    |
| Олга Одановић           | професорка историје, разредни старешина |
| Војислав Кривокапић     | Драгутин                                |
| Марко Марковић          |                                         |

## Епизоде
| Сезона | Сезона | Епизоде | Датум емитовања     | Датум емитовања |
| Сезона | Сезона | Епизоде | Почетак             | Крај            |
| ------ | ------ | ------- | ------------------- | --------------- |
|        | 1      | 17      | 4. март 2003.       | 24. јун 2003.   |
|        | 2      | 35      | 2. септембар 2003.  | 27. април 2004. |
|        | 3      | 41      | 28. септембар 2004. | 5. јул 2005.    |
|        | 4      | 36      | 24. септембар 2005. | 10. јун 2006.   |
|        | 5      | 30      | 14. октобар 2006.   | 5. мај 2007.    |

## Награде
- Награду за најбољи Глумачки пар године по избору читалаца ТВ Новости су добили Дара Џокић за улогу Снежане и Милутин Мима Караџић за улогу Војина Чађеновића на Филмским сусретима у Нишу 2004. године.[3]
- Награду за најбољи Глумачки пар године по избору читалаца ТВ Новости су добили Слобода Мићаловић за улогу Јелене и Андрија Милошевић за улогу Бање на Филмским сусретима у Нишу 2005. године.[3]
- Од стране читалаца Илустроване Политике ова серија је добила Оскар популарности 2005. за Играни програм године.